# Lê Trí Viễn
Lê Trí Viễn (10 tháng 3 năm 1919 – 3 tháng 2 năm 2012) là giáo sư, nhà giáo nhân dân, đồng thời cũng là một nhà nghiên cứu đi tiên phong trong việc vận dụng quan điểm Mác-xít trong nghiên cứu và đã đóng góp cho lĩnh vực văn học Việt Nam hơn 40 công trình khoa học giá trị. Ông là hiệu trưởng sáng lập Trường Trung học cơ sở – Trung học phổ thông Nguyễn Khuyến, một ngôi trường nổi tiếng ở Thành phố Hồ Chí Minh với tỷ lệ đậu Đại học cao và lượng thủ khoa, á khoa các trường Đại học nhiều nhất nước. Ông đã được nhà nước tặng giải thưởng Hồ Chí Minh năm 2012.

## Tiểu sử
Từ điển Văn học bộ mới. Nhà xuất bản Thế giới. 2004. tr. 838–839.
Lê Trí Viễn tốt nghiệp trường sư phạm cấp 1 vào năm 1939 sau đó dạy tiểu học trong 5 năm. Năm 1945, ông thi đỗ tú tài triết học và chuyển sang dạy ở trường trung học phổ thông và chuyên khoa ở trường Khải Định (Huế).
Năm 1946, ông tham gia kháng chiến chống Pháp đồng thời giảng dạy tại trường chuyên khoa Huỳnh Thúc Kháng (Hà Tĩnh), rồi làm hiệu trưởng trường cấp 3 Lê Khiết (Quảng Ngãi). Từ năm 1963 đến 1978, ông làm chủ nhiệm khoa Ngữ văn của trường Đại học Sư phạm Hà Nội. Từ năm 1978, ông dạy tại Trường Đại học Sư phạm Thành phố Hồ Chí Minh cho đến khi nghỉ hưu vào năm 1992.
Cùng trong năm 1992, ông cùng nhà giáo Nguyễn Ngọc Phấn sáng lập ra Trường Phổ thông Cấp 2 Nguyễn Khuyến sau này trải qua nhiều đợt đổi tên trường đã chọn tên THCS – THPT Nguyễn Khuyến là một chỗ dựa vững chắc một trong những trường có tỉ lệ đậu tốt nghiệp và đại học cao nhất Thành phố Hồ Chí Minh. 

## Tác phẩm
- Lê Trí Viễn (1951). Việt Nam Văn học sử - Thời đại Lê mạt – Nguyễn sơ. Nhà xuất bản Tinh Tiến, Liên khu V.
- Lê Trí Viễn (1957). Thánh Gióng. Nhà xuất bản Giáo dục.[3]
- Lê Trí Viễn (1961). Một số vấn đề Lịch sử Văn học Việt Nam. Trường ĐH Bắc Kinh.
- Lê Trí Viễn (1982). Những bài giảng văn ở đại học. Nhà xuất bản Giáo dục.[3]
- Lê Trí Viễn (1996). Đặc trưng văn học trung đại Việt Nam. Nhà xuất bản Khoa học Xã hội.[4]
- Những bài giảng văn ở đại học – 2 tập, 1982 và 1988
- Bình thơ xuân – 1986
- Tìm hương trong văn Hồ Chí Minh – 1986
- Đến với thơ hay - 1997
- Nguyễn Đình Chiểu ngôi sao càng nhìn càng sáng – 1981
- Quy luật hiện đại hóa văn học Việt Nam – 1982
- Quy luật phát triển lịch sử văn học Việt Nam – 1987
- Lịch sử văn học Việt Nam, 4 tập – Trường Đại học Sư phạm Hà Nội, do Nguyễn Lương Ngọc chủ biên, Lê Trí Viễn thư ký khoa học của công trình
- Lê Trí Viễn toàn tập, Nhà xuất bản Giáo dục, 2006. gồm 7 cuốn với gần 6.000 trang khổ lớn[5]

## Tặng thưởng
- Huân chương Kháng chiến chống Pháp hạng nhất
- Huân chương Kháng chiến chống Mỹ hạng nhất
- Huân chương Lao động hạng nhất
- Giải thưởng Hồ Chí Minh về khoa học xã hội và nhân văn năm 2012
- Huy hiệu 60 năm tuổi Đảng[1]
- Học hàm giáo sư (1981)
- Nhà giáo nhân dân (1990)[6]